# 誘惑されるアダムとイヴ (ティントレット)
『誘惑されるアダムとイヴ』（ゆうわくされるアダムとイヴ、伊: Tentazione di Adamo ed Eva, 英: The Temptation of Adam and Eve）は、ルネサンス期のイタリアのヴェネツィア派の巨匠ティントレットが1550年から1553年に制作した絵画である。油彩。主題は『旧約聖書』「創世記」で語られているアダムとイヴの誘惑と堕落からとられている。ヴェネツィアのサンティッシマ・トリニタ同信会館（Scuola della Santissima Trinità）のために「創世記」の物語をもとに制作された5点の連作の1つで、マニエリスムの典型的な作例となっている。現在はヴェネツィアのアカデミア美術館に所蔵されている。

## 主題

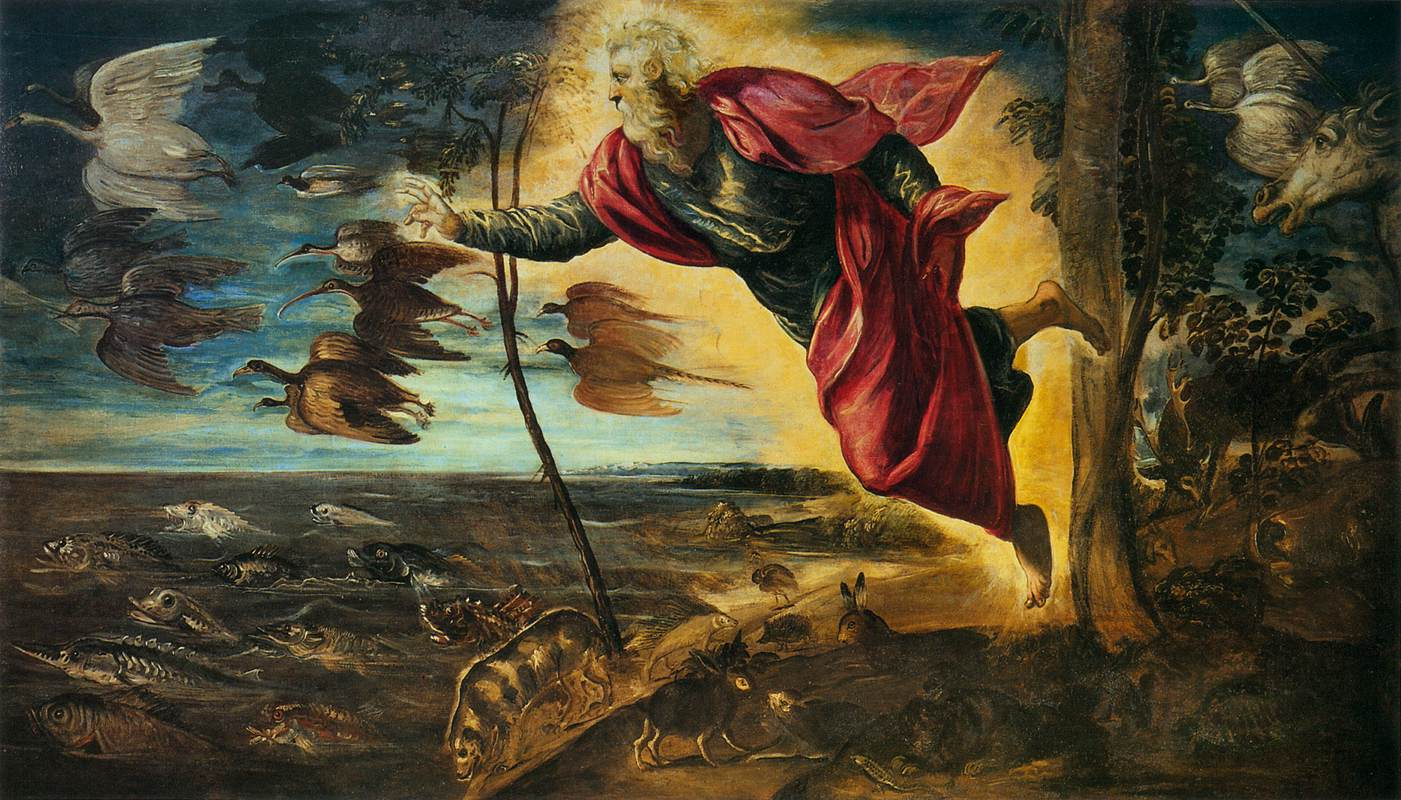
連作の1つ『動物の創造』。アカデミア美術館所蔵。

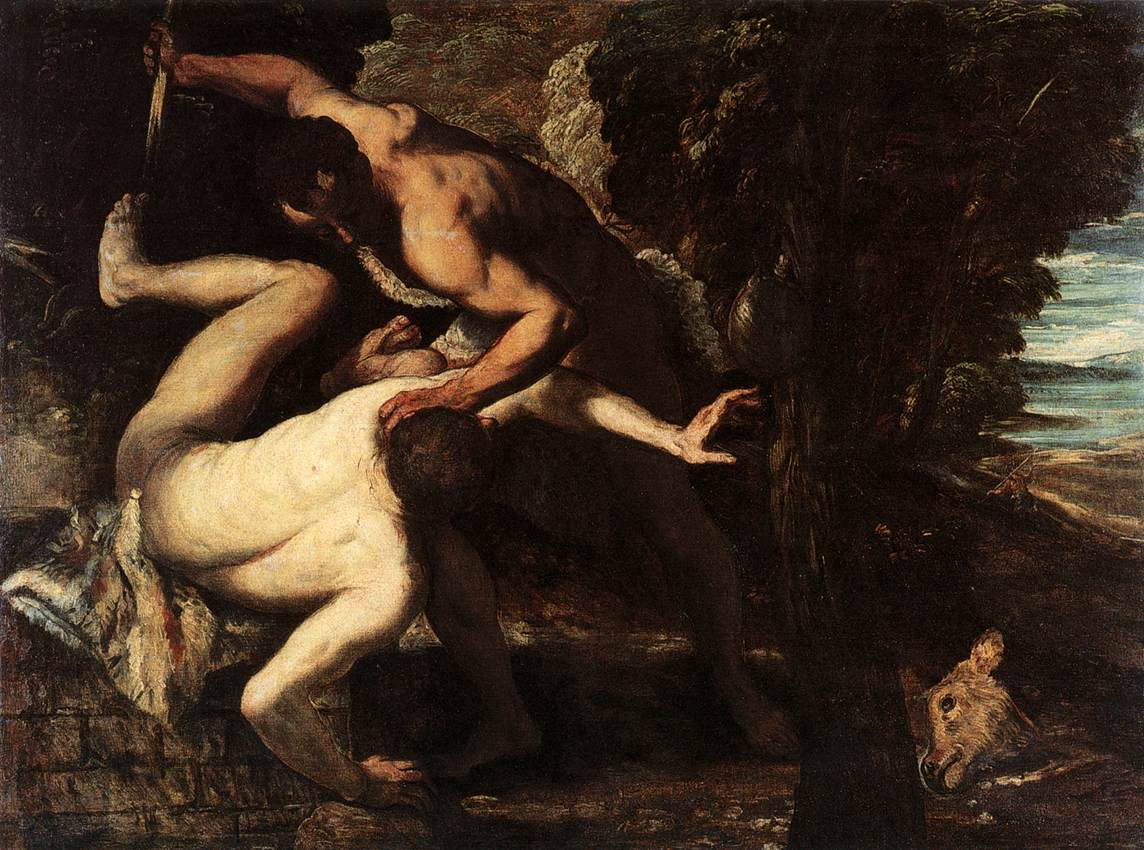
連作の1つ『アベルの殺害』。アカデミア美術館所蔵。

「創世記」によるとエデンの園で神によって創造されたアダムは「園の木々の果実はどれを食べても良いが、知恵の木の果実だけは食べてはならない」といわれた。その後、神はアダムの肋骨からイヴを創ってアダムの妻としたが、蛇にそそのかされたイブは知恵の木の果実をアダムに与えて2人で食べた。それまで2人は自分たちが裸でいることに疑問を抱かなかったが、知恵の木の果実を食べた彼らは裸を恥ずかしいと思い、イチジクの葉で腰を覆った。しかしそれを見た神はすべてを悟り、2人をエデンの園のはるか東方に追放した。

## 制作経緯
サンティッシマ・トリニタ同信会館はヴェネツィアの税関庁舎に本部を置くドイツ騎士団によって設立された。同信会は1547年にフランチェスコ・トルビドに同信会館のアルベルゴの間（Sala dell'Albergo）を装飾するための絵画を発注した。1550年9月にこの発注を引き継いだティントレットは「創世記」をもとに5点の連作、『動物の創造』（Creation of the Animals）、『イヴの創造』（The Creation of Eve）、『父なる神の前のアダムとイヴ』（Adam and Eve before God the Father）、『誘惑されるアダムとイヴ』（The Temptation of Adam and Eve）、『アベルの殺害』（The Murder of Abel）を制作した。

## 作品
ティントレットは知恵の木から果実をもぎ取って、アダムを堕落の道へと誘惑するイヴを描いている。鑑賞者に背を向けて画面左の最前景に描かれたアダムは明らかにたじろいでいる。それに対してイヴは画面中央、つまりアダムから見て画面右の方向のやや奥まった位置で、知恵の木に寄り掛かるようにして座りながらアダムに禁断の果実を差し出している。知恵の木に蛇の姿はすでになく、腰をイチジクの葉で覆っているイヴはすでに禁断の果実を食した後であると分かる。画面右の背景では前景の誘惑に続く楽園追放のエピソードが異時同図法的に小さく描かれており、アダムとイヴは輝く天使によってエデンの園の外へと追放されている。
構図のリズムを構築する中核となっているのはアダム像であり、前景にあって奥行きの調和を確保するための効果的なモチーフとして機能している。このアダム像のポーズはヘレニズム時代の彫刻『瀕死のガリア人』に由来しており、彫刻を背後から左右反転して描いたものであることが指摘されている。人物の配置は一見何でもないように見えて入念な研究がなされており、2人のポーズが画面左上に向かって方向づけられているのとは対照的に、画面左上に設定された遠近法の消失点と巧みな対象関係となっている。画面右の楽園追放の場面は逃げ去るアダムとイヴの姿が遠近法の線の方向に描かれている。この点について美術史家フェデリーコ・ゼーリはティントレットがサン・マルコ聖堂アトリウムの13世紀の「創世記」のモザイクを着想源とした可能性を指摘している。本作品でもう1つ注目すべきは瑞々しく描かれた楽園の風景で、登場人物の対照的な精神状態を増幅している。この時期のティントレットは風景の表現に対して鋭い感性を発展させており、その成果が本作品にも表れている。
絵画は幅45センチ、高さ3センチほど切り詰められている。

## 来歴
本作品に関する最初の言及はフィレンツェの美術評論家ラファエロ・ボルギーニによってである（1584年）。その後絵画を所蔵するサンティッシマ・トリニタ同信会館は移転することになった。すなわち1629年から1630年にかけてイタリア全土で猛威を振るったペストの大流行によって人口の約3分の1を失ったヴェネツィアは、いくつかの教会を建設したのち、聖母マリアに捧げられたサンタ・マリア・デッラ・サルーテ聖堂の建設を決定した。この建設のために同信会館は取り壊され、近隣に再建された。しかし1805年のプレスブルクの和約によってヴェネツィアがナポレオン支配下のイタリア王国に併合されると、政府の命令で多くの教会、修道院、同信会が廃絶された。このとき同信会も廃絶され、それに伴いティントレットの連作は解体されて他所に移された。こうして連作のうち『誘惑されるアダムとイヴ』と『アベルの殺害』は1812年に、『動物の創造』は1828年に、アカデミア美術館に収蔵された。『イヴの創造』はおそらく盗難ないし紛失によって現存せず、『父なる神の前のアダムとイヴ』は断片のみウフィツィ美術館に現存している。

## 影響
本作品が古くから高い評価を得ていたことは、ボルギーニ以降も、カルロ・リドルフィ、マルティニオーニ（Martinioni）によって言及されたことから確認できる。1720年にはアンドレア・ズッキ（Andrea Zucchi）によって、1833年にはアントニオ・ヴィヴィアーノ（Antonio Viviano）によって複製版画が制作されている。そのうち前者は、本作品が美術館収蔵後に切り詰められたことを明らかにしている。